# Snooks Harbour
Snooks Harbour (ook Snook's Harbour) is een plaats in de Canadese provincie Newfoundland en Labrador. De plaats bevindt zich op Random Island en maakt deel uit van het local service district Random Island West.

## Geografie
Snooks Harbour ligt in het westen van Random Island, een groot eiland voor de oostkust van Newfoundland. De plaats ligt aan de noordelijke oever van dat eiland, met name aan Smith Sound, een zijarm van Trinity Bay. Snooks Harbour ligt 2,5 km ten noordoosten van Elliott's Cove en 2,5 km ten westen van Aspey Brook.

## Geschiedenis
In 1983 kreeg de plaats voor het eerst een beperkte vorm van lokaal bestuur doordat ze deel ging uitmaken van het nieuw opgerichte local service district (LSD) Elliott's Cove-Snook's Harbour-Aspey Brook. In 1996 werd dat LSD opgeheven en ging Snooks Harbour deel uitmaken van het grotere LSD Random Island West.
Tussen 1991 en 1996 steeg het inwoneraantal van Snooks Harbour van 82 naar 97. Sinds de volkstelling van 1996 worden er niet langer demografische data voor de plaats verzameld, daar ze deel is gaan uitmaken van de designated place Random Island West.